# Primer plato

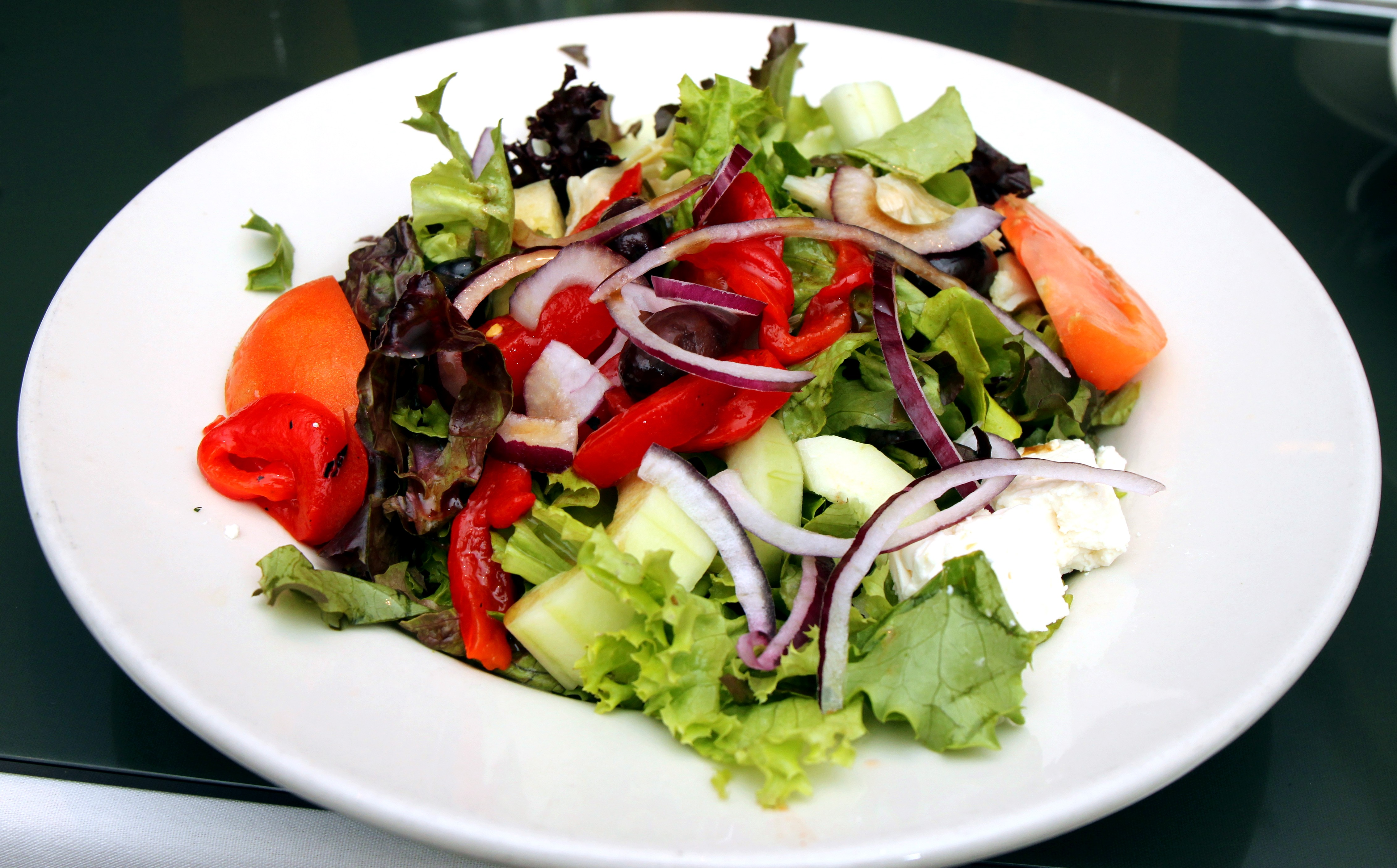
La ensalada es un plato que se acostumbra a servir de primero

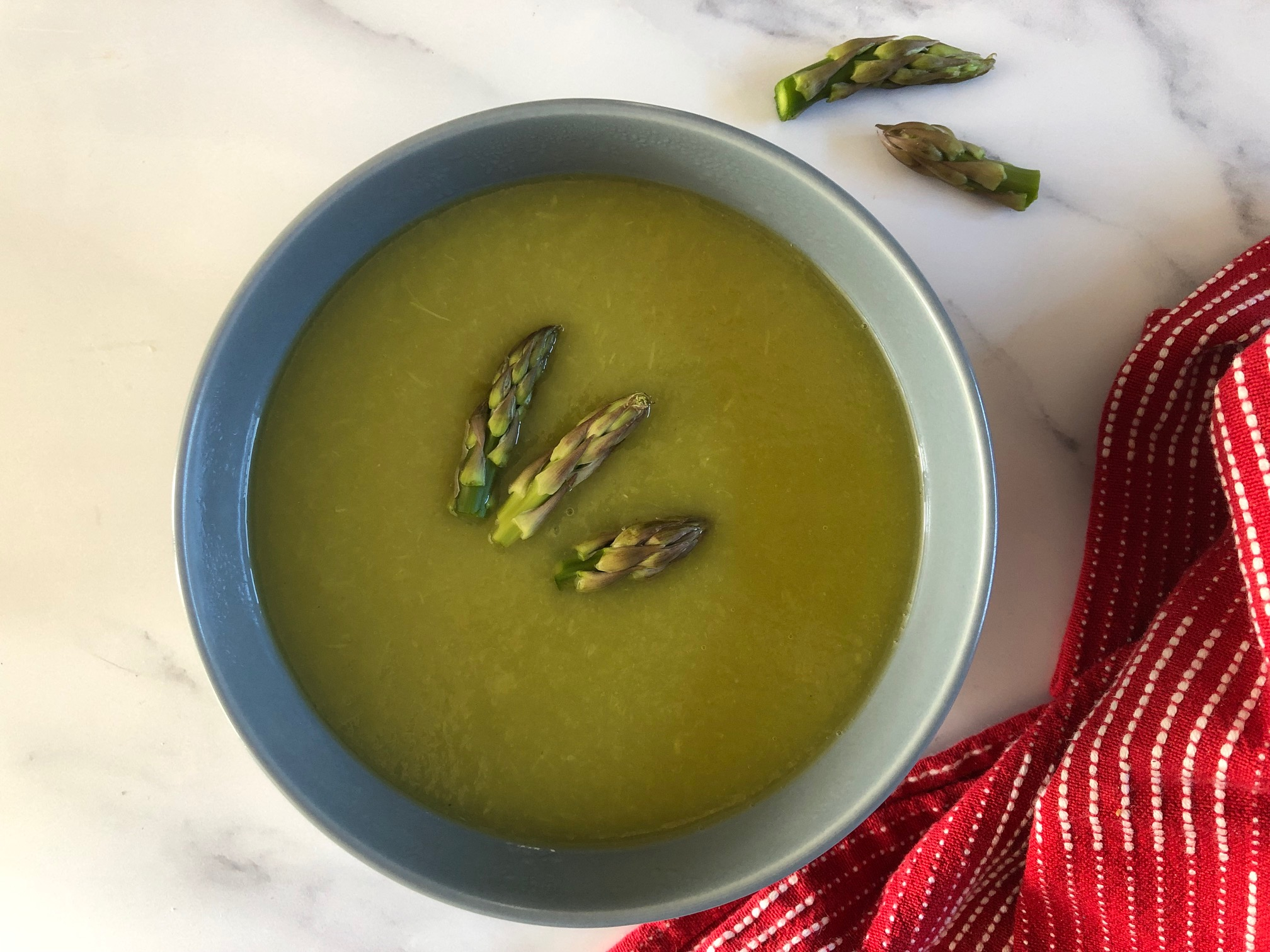
Las sopas y cremas se suelen servir de primer plato

Se denomina primer plato, entrada o entrante al primero de los tiempos que comúnmente se sirven en una comida. Por lo tanto, en el menú tradicional de tres tiempos, precede al segundo plato y al postre.

## Características
Generalmente consta de un único plato, aunque pueden ser más; suele ser ligero. Se sirve en la comida del mediodía (llamada en algunos lugares almuerzo) o en la comida del ocaso, llamada cena. Aunque raramente, a veces se le puede aplicar también al desayuno y a la merienda. Antiguamente era el plato siguiente a una sopa o consomé.

### Composición
Un típico plato entrante es la ensalada. El plato entrante se considera más ligero que el segundo plato, al que también se le llama «plato fuerte». Sin embargo, «ligero» tampoco quiere decir «poco elaborado» ya que, por ejemplo, los embutidos, aceitunas, cacahuetes, etc., y este tipo de comestibles se consideran más bien aperitivos, no un primer plato.
Desde un punto de vista fisiológico, el primer plato tiene como objetivo preparar al comensal para el siguiente plato, el principal. En cambio, el propósito del aperitivo es el de abrir el apetito.
También son comunes los entrantes de sopa, de verduras, legumbres, pasta o arroz.

## Costumbres regionales

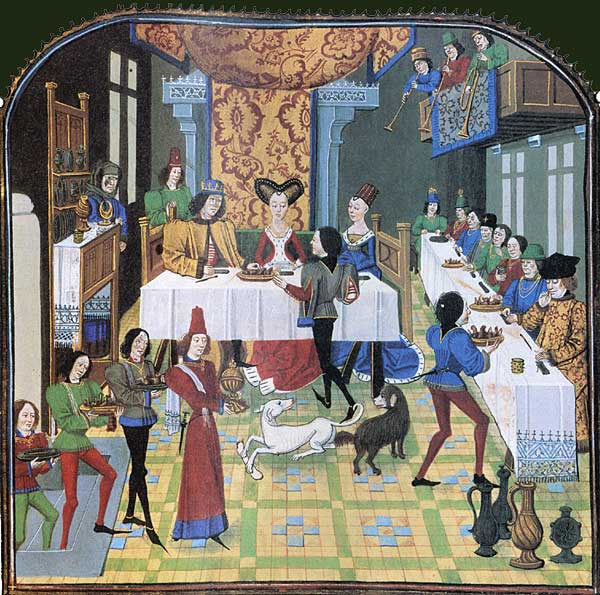
Entrada procesional a un banquete francés del

Los entrantes existen en la mayoría de las culturas y países, aunque con ligeras variaciones y percepciones según la cultura gastronómica del lugar. Por ejemplo, en España, una sopa fría llamada gazpacho se considera un típico entrante de verano, en cambio, en China las sopas se consideran el plato fuerte y nunca entrante.
En Occidente, los primeros platos se pueden encontrar llamados así en los bares y restaurantes. En los hogares también se suele preparar un primero y un segundo, aunque es igualmente común que se prepare un plato único o plato combinado. En otras culturas o contextos esto es diferente. Puede ser que haya muchos platos servidos a la vez o sin orden concreto (como un menú degustación, unas tapas españolas, el servicio a la francesa o los mezze árabes y turcos).
En el menú corrido mexicano el entrante equivale al primer y segundo tiempo, la sopa aguada y la sopa seca.
En Italia, el primer plato se llama primo piatto, y es común que se sirva antipasto (literalmente, ‘antes de la comida (plato principal)’).
En los restaurantes de Grecia, es típico que se sirva pikilia (ποικιλία) como plato entrante. El pikilia es un surtido de diferentes alimentos en una bandeja o plato ancho, y se suele compartir entre todos los comensales.
En Francia, el entreé se sirve después del hors d'ouvre o amuse-gueule, y antes que el plat de résistance. Paradójicamente, en los Estados Unidos y parte de Canadá se denomina entreé (pronunciación en inglés: /ˈɒntreɪ/; del francés, «entrante») al plato principal y no al entrante. El término apareció en los restaurantes franceses de Nueva York durante el siglo XIX, en los que se servían numerosos platos (hasta 15 tiempos), en los que el entrante quedaba en tercer o cuarto lugar. Con la Gran Depresión los menús con muchos tiempos desaparecieron, pero el entrée permaneció ya que un término culinario en francés equivalía a calidad, eso sí, sin su significado original. En inglés común, el primer plato se denomina starter o first course, mientras que el segundo plato se denomina main course.